# Операција Текбир ’95
Операција Текбир ’95, скраћено Операција Т
је била војна операција која је била преузета од стране Армије Републике Босне и Херцеговине да би се одбациле снаге Војске Републике Српске око Сарајева и да би се ефикасно прекинула блокада Сарајева. Операција је после многих најављивања почела 15. јуна 1995, уз велико ангажовање 1. корпуса АРБиХ као и значајних делова 3., 4. и 7. корпуса Армије Републике Босне и Херцеговине. После двонедељних борби снаге АРБиХ су биле поражене и приморане су због огромних губитака да обуставе офанзиву.

## Однос снага
Према изворима АРБиХ, пред операцију однос снага је био:
- АРБиХ — војници/официри: 46.163, топови: 43, минобацачи: 406, тенкови: 19;
- ВРС — војници/официри: 17.500, топови: 41, минобацачи: 132, тенкови: 24.

Однос (приближно) војници: 2,63:1 или 5:1 (АРБиХ-ВРС), топови: 1:1 (АРБиХ-ВРС), минобацачи: 3:1 (АРБиХ-ВРС), тенкови: 1:1,3 (АРБиХ-ВРС).
Према публикацији Balkan Battlegrounds, у нападу АРБиХ 2, 3. и 7. корпус су ставили на располагање 10.000 – 15.000 пробраних војника; 4. корпус је учествовао са око 5.500, док је 1. корпус имао на располагању око 60.000 (цео корпус није, међутим, употребљен у покушају пробоја). Ови подаци се приближно слажу са подацима АРБиХ.

## Почетак операције
Након извршених припрема, АРБиХ је покренула операцију 15. јуна масивним нападом на три правца. Главни напад је био правцем Високо – Паљево – Рајловац, снагама 7. корпуса, а други главни правац Голо брдо – Хаџићи – Мостарско раскршће, снагама 4. корпуса. Помоћни правци напада су били Игман – Трново, снаге 1. корпуса, и Нишићка висораван – Равни Набожић – Семизовац, снаге 3. корпуса. Почетни успеси су омогућили АРБиХ да заузме Цемерску и прекине комуникацију Семизовац – Средње и скоро потпуно заокружи српске положаје око Сарајева. Други напад према истоку и југу је био такође пропраћен почетним успехом. АРБиХ је брзо заузела Дебело брдо и до 17. јуна је била у стању да гранатира Пале. Мањи напади око Сарајева су мало напредовали, али ВРС је стабилно држала своје положаје.

## Српска контраофанзива
Упркос почетним успесима напредовање АРБиХ је почело да се зауставља већ од 17. јуна, када је почела да ојачава одбрана ВРС. Између 17. и 22. јуна, Сарајевско-романијски и Херцеговачки корпус ВРС су прешли у контранапад, у сва три правца против АРБиХ.
ВРС је потпуно зауставила напад АРБиХ и повратила део изгубљене територије. То је омогућило да ВРС уведе елитне јединице МУП-а у борбу и крене у контранапад.
На западном правцу ВРС је заузела насеље Ступ. Око Трнова, елитне јединице ВРС су натерале 14. дивизију АРБиХ на повлачење. На северу, специјалци ВРС су поразили АРБиХ и повратили Цемерску 22. јуна.

## Крај операције
До 28. јуна, уздрмана великим губицима у људству (званично 404 погинула и 1.386 рањених) и територији, сарајевска влада је прекинула операцију признавајући пораз. У публикацији Ција - Balkan battlegrounds, губици Армије РБиХ у операцији процењени су на 
преко 1.000 мртвих и 3.000 рањених.